# Hahnia yueluensis
Hahnia yueluensis är en spindelart som beskrevs av Yin och Wang 1983. Hahnia yueluensis ingår i släktet Hahnia och familjen panflöjtsspindlar. Inga underarter finns listade i Catalogue of Life.